# Eugeniusz Przybyszewski
Eugeniusz Przybyszewski, w ZSRR Czesław Jasiński (ur. 19 maja 1889 w Płocku, zm. 28 grudnia 1940 w Magadanie w ZSRR) – polski historyk, specjalista w zakresie badań nad powstaniem styczniowym, publicysta, działacz komunistyczny.

## Życiorys
Absolwent historii UJ. Od 1906 czynny działacz PS, Polska Partia Socjalistyczna – Lewica (1906–1918) a następnie Komunistycznej Partii Polski. Do 1927 nauczyciel historii w szkołach średnich w Warszawie. Zagrożony aresztowaniem w 1927 wyjechał do ZSRR. Nagły wyjazd uniemożliwił mu obronę pracy doktorskiej przygotowywanej pod kierunkiem Marcelego Handelsmana dotyczącej powstania styczniowego. W ZSRR pracował w Polskim Archiwum Komunistycznym przy Instytucie Historii Partii KC WKP(b) i w Akademii Komunistycznej. W 1937 aresztowany, zmarł w łagrze.
Materiały archiwalne Eugeniusza Przybyszewskiego znajdują się w PAN Archiwum w Warszawie pod sygnaturą III-38.

## Wybrane publikacje
- Ideologja społeczna Centralnego Komitetu Narodowego w świetle dekretu organizacyjnego z 21 lipca 1862 r., Warszawa 1929[2].
- Pisma, Warszawa: Państwowe Wydawnictwo Naukowe 1961.